# Pod úbočou
Pod úbočou este o arie protejată (arie specială de conservare — SAC, sit de importanță comunitară — SCI) din Slovacia întinsă pe o suprafață de 17,32 ha, integral pe uscat.

## Localizare
Centrul sitului Pod úbočou este situat la coordonatele 48°50′27″N 19°55′40″E / 48.840971°N 19.927835°E.

## Înființare
Situl Pod úbočou a fost declarat sit de importanță comunitară în decembrie 2021.

## Biodiversitate
Situată în ecoregiunea alpină, aria protejată conține 4 habitate naturale: Formațiuni ierboase bogate în specii de Nardus, dezvoltate pe substraturi silicioase în zone montane (și în zone submontane, în Europa continentală), Fânețe de joasă altitudine (Alopecurus pratensis, Sanguisorba officinalis), Mlaștini turboase de tranziție și turbării mișcătoare, Păduri aluvionare cu Alnus glutinosa și Fraxinus excelsior (Alno-Padion, Alnion incanae, Salicion albae).
La baza desemnării sitului se află mai multe specii protejate:
- plante (1): Hamatocaulis vernicosus
- amfibieni (1): izvoraș-cu-burta-galbenă (Bombina variegata)